# Мазаев, Дей Иванович
Дей Ива́нович Маза́ев — российский религиозный деятель. Брат Г. И. Мазаева. Родился в 1855 году в Нововасилевке, умер 20 мая 1922 года в Моздоке. Один из основателей Союза баптистов в 1884 году. В 1888—1920 годах. неоднократно избирался его председателем, создатель и редактор журнала «Баптист» (1907—1909).

## Биография
Родился в семье зажиточных молокан в селе Нововасилевке Таврической губернии. В 1867 году семья Мазаевых переселилась на Кубань и занялась овцеводством. Обратился в баптистской общине в 1879 году, где в 1884 году принял крещение, за что был сразу же изгнан из дома отцом с угрозой лишить его наследства. В следующем году Дей Иванович был избран пресвитером местной баптистской общины и приобрёл широкую известность как проповедник. Выдвигался кандидатом в Государственную Думу от Северного Кавказа.
В 1886 году на III съезде Союза баптистов Д. И. Мазаев как одарённый проповедник и организатор был избран заместителем председателя, а на IV съезде в 1888 году — председателем Союза баптистов России и был постоянно переизбираем на эту должность свыше 20 лет, до 1909 года. С небольшими перерывами оставался в должности председателя Союза баптистов до 1920 года. Софинансировал издание нелегального евангельского журнала «Беседа». В 1905 году участвовал в первом съезде Всемирного союза баптистов. В своей религиозной деятельности Мазаев выступал за объединение евангельских христиан и баптистов, в связи с чем поддержал объединённое название: евангельские христиане-баптисты. Тем не менее, не одобрял широкую экуменическую деятельность И. С. Проханова через Русский евангельский союз и попытки включить в свою деятельность православных. По этой причине, на съезде 1920 года выступил против слияния двух союзов.
В декабре 1917 года, защищая своё имущество и дом в Хасавюрте от грабителей, случайно убил одного из нападавших, что привело его к глубокому духовному кризису. Сначала местная община даже наложила на него отлучение, но затем, в связи с его глубоким покаянием, восстановила его.
В 1918—1920 годы гражданская война в России, разгоревшаяся с особой яростью на Дону и Кубани, безжалостно разбросала большую семью Д. И Мазаева, а сам он стал беженцем. Найдя приют у единоверцев в Моздоке, оставался там до конца своих дней.

Д. И. Мазаев (слева) и В. В. Иванов во время поездки на Всемирный конгресс баптистов в 1905 году. Их спутницы — две дочери и две племянницы Д. И. Мазаева
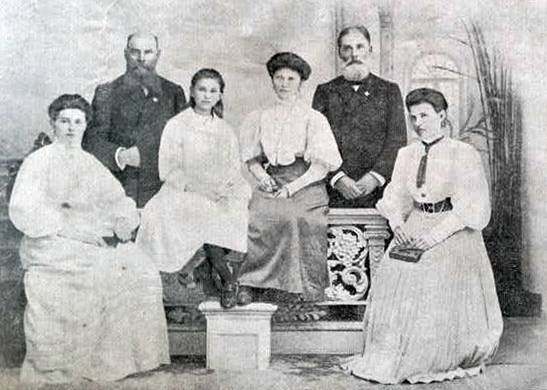